# Zé Gayoso
José Afonso Gayoso de Sousa, conhecido como Zé Gayoso (Patos, 15 de setembro de 1922 – João Pessoa, 23 de janeiro de 2004), foi um político brasileiro com atuação na Paraíba.

## Carreira política
Formado em direito pela Faculdade de Direito do Recife, iniciou a carreira política ligado ao grupo de Ernani Sátyro, filiando-se ao PSD em 1947. No mesmo ano, concorreu à Prefeitura de Patos, mas não foi eleito. Em 1951, foi eleito deputado estadual pela primeira vez, ocupando em seguida a cadeira na Assembleia Legislativa da Paraíba por sete mandatos consecutivos, totalizando 28 anos de atuação.
Durante seu tempo como parlamentar, apresentou o Projeto de Lei nº 89, de 1960, que criou o Colégio Estadual de Patos, e foi responsável pela emancipação de 32 municípios no interior da Paraíba. Destacou-se na defesa dos trabalhadores rurais, o que lhe rendeu o apelido de "Deputado do Algodão". Também manteve um programa na Rádio Espinharas voltado a demandas populares.

Faleceu em 23 de janeiro de 2004, em João Pessoa, devido a complicações de um acidente de trânsito ocorrido entre Santa Terezinha e Patos. Seu corpo foi velado na Assembleia Legislativa da Paraíba e sepultado no Cemitério São Miguel, em Patos.